# Kasteel van Courtanvaux
Het Kasteel van Courtanvaux (Frans: Château de Courtanvaux) is een kasteel in de Franse gemeente Bessé-sur-Braye.
De eerste gebouwen dateren uit de 14e eeuw, toen de heren van Bessé een middeleeuws herenhuis bouwden dat bedoeld was om de bevolking gerust te stellen en als asiel te dienen in geval van een conflict. Dit had echter slechts een beperkt strategisch belang.
Het was in de 15e eeuw dat het kasteel van Courtanvaux zijn status kreeg. Jacques Berziau, secretaris-generaal van de koning, werd de eigenaar. Hij onderneemt vele werken tussen 1450 en 1490 en vergroot het landgoed met een kapel, een duiventil en het hoofdkasteel. Het kasteel krijgt meer gotische elementen in deze periode, zoals hoge daken, gegoten ramen en dakramen met puntige fronten.
Tussen 1500 en 1661 was het kasteel eigendom van de familie Souvré. Ze geven de gebouwen in deze periode een Renaissance-stijl. Gilles de Souvré, maarschalk van Frankrijk, gouverneur van Touraine, grootmeester van de koninklijke garde van koning Hendrik IV van Frankrijk en leermeester van Lodewijk XIII, liet de opmerkelijke poort bouwen met twee ronde torens. In die periode werd het kasteel van Courtanvaux verschillende keren bezocht door koning Hendrik IV van Frankrijk.
Het kasteel van Courtanvaux werd altijd overgedragen door erfenis of huwelijk. In de volgende periodes volgden drie families elkaar op. Sommige leden van deze families hebben de geschiedenis van Frankrijk geïllustreerd.
Een huwelijk met Anne de Souvré, Marquise van Courtanvaux en Messei maakte van François-Michel le Tellier een van de bewoners van dit kasteel. François-Michel le Tellier was minister van Oorlog onder koning Lodewijk XIV van Frankrijk. Het kasteel en het landgoed werden in deze periode voortdurend gerenoveerd.
Na de dood van de laatste eigenaar, Pierre de Montesquiou-Fezensac, kocht de stad Bessé-sur-Braye het kasteel in 1976. Het kreeg de status van een historisch monument op 11 juni 1980.